# James Lankford
James Paul Lankford (Dallas, 4 de marzo de 1968) es un político estadounidense. Actualmente representada al estado de Oklahoma en el Senado de ese país. Está afiliado al Partido Republicano. De 2011 to 2015 fue congresista de la Cámara de Representantes de los Estados Unidos por el 5.º distrito congresional de Oklahoma.

## Biografía
Estudió educación secundaria (con especialización en oratoria e historia) en la Universidad de Texas en Austin y obtuvo una Licenciatura en Ciencias en 1990, luego estudió teología en el Seminario Teológico Bautista del Suroeste en Fort Worth, Texas y obtuvo una Maestría en Divinidad en 1994. Posteriormente fue ordenado pastor por la Convención Bautista del Sur.

### Ministerio
En 1996, se convirtió en presidente del Centro de Conferencias Bautista de Falls Creek, operado por la Convención General Bautista de Oklahoma, hasta 2009.